# Любомльская городская община
Любомльская городская община (укр. Любомльська міська громада) — территориальная община в Ковельском районе Волынской области Украины.
Административный центр — город Любомль.
Население составляет 15980 человек. Площадь — 292 км².
В соответствии с распоряжением Кабинета Министров Украины от 12 июня 2020 года, в состав общины вошла территория Любомльского городского совета, а также Борковского, Запольского, Куснищанского, Подгородненского и Почаповского сельских советов упразднённого Любомльского района.

## Населённые пункты
В состав общины входят 1 город и 14 сёл:
- Город Любомль
- Борковский старостинский округ:
  - Борки
  - Скибы
- Запольский старостинский округ:
  - Заполье
  - Красноволя
  - Лысняки
- Куснищанский старостинский округ:
  - Городнее
  - Куснища
- Подгородненский старостинский округ:
  - Боремщина
  - Вилька-Подгородненская
  - Заставье
  - Подгороднее
- Почаповский старостинский округ:
  - Выгнанка
  - Почапы
  - Черноплесы